# Mi Herculis
Mi Herculis (μ Her) – gwiazda wielokrotna w gwiazdozbiorze Herkulesa (wielkość gwiazdowa 3,42m), odległa o 27 lat świetlnych od Słońca.

## Charakterystyka
Mi Herculis to układ poczwórny. Główny składnik μ Her Aa to żółty podolbrzym należący do typu widmowego G5. Wyznaczone wartości temperatury gwiazdy mieszczą się w przedziale 5414–5603 K, ze średnią wartością 5506 K, nieznacznie niższą niż temperatura fotosfery Słońca. Jasność tej gwiazdy jest 2,7 razy większa niż jasność Słońca. Jej promień jest 1,76 raza większy niż promień Słońca, co wynika z tego, że gwiazda ta jest starsza niż Słońce i na dalszym etapie ewolucji. Pomimo tego jest wciąż aktywna magnetycznie i emituje promieniowanie rentgenowskie.
Bliski składnik Ab jest oddalony od podolbrzyma o 2,9 ± 0,3 sekundy kątowej i okrąża go w czasie 98,9 ± 22,7 roku. Jest to czerwony karzeł o typie widmowym M4 ± 1, ma masę 0,32 M☉.
W odległości 35,5″ od podolbrzyma krąży para czerwonych karłów Mi Herculis BC o łącznej masie 0,82 ± 0,07 M☉ i wielkości odpowiednio 10,2 i 10,7m. Karły te okrążają wspólny środek masy co 43,127 ± 0,013 roku. Dzieli je odległość 1,5–3,6 au, średnio 2,2 au. Obie pary gwiazd okrążają się wzajemnie w czasie co najmniej 3700 lat.
Znacznie dalej, w odległości 321,1″ od podolbrzyma (pomiar z 2002 roku) znajduje się jeszcze jeden czerwony karzeł typu M o wielkości 12,33m. Jeśli byłby związany z tym układem, to przy tej odległości na jego okrążenie potrzebowałby co najmniej 67 tysięcy lat. Ma on jednak inny ruch własny, co wskazuje, że tylko mija w przestrzeni system Mi Herculis.